# Artesa de Lleida
Artesa de Lleida – gmina w Hiszpanii, w prowincji Lleida, w Katalonii, o powierzchni 23,91 km². W 2011 roku gmina liczyła 1507 mieszkańców.